# Van Ertborn

Familiewapen van Van Ertborn

Van Ertborn is een uit Mechelen afkomstig geslacht waarvan leden sinds 1816 tot de Nederlandse adel en de Belgische adel behoren en dat in 1932 uitstierf.

## Geschiedenis
- De stamreeks begint met Jean van Ertborn die trouwde met de in 1605 in Mechelen geboren Catherine van Voorspoel; nageslacht werd gedurende de eerste generaties ook te Mechelen geboren.
- In 1705 werd door de wapenherauten adelserkenning bevestigd in de persoon van Adolphe van Ertborn.
- In 1767 kende keizerin Maria-Theresia de erfelijke titel ridder toe aan François-Emmanuel van Ertborn en in 1779 de erfelijke titel van baron.
- Baron François van Ertborn (1755-1807), zoon van François-Emmanuel, grootaalmoezenier van Antwerpen, getrouwd met Jeanne van de Werve (1755-1785) was het familiehoofd tegen het einde van het ancien régime. Drie zoons van dit echtpaar werden onder het Verenigd Koninkrijk der Nederlanden opnieuw in de adel opgenomen.
- Zijn broer, Emmanuel van Ertborn (1761-1818), getrouwd met Catherine de Witte (1758-1801), had eveneens een zoon die opnieuw in de adel werd opgenomen.

## Genealogie
- Frans Emmanuel van Ertborn (1716-1791), zakenman, x Marie-Caroline Melyn
  - François van Ertborn (1755-1807), x Jeanne van de Werve
    - Joseph van Ertborn (zie hierna)
    - Alexandre van Ertborn (zie hierna)
    - Edouard van Ertborn (zie hierna)

  - Emmanuel François de Paule van Ertborn (1761-1818), x Catherine de Witte
    - Florent Joseph ridder van Ertborn (1784-1840), burgemeester van Antwerpen, x Adrienne van Heeckeren (zie hierna)

## Joseph van Ertborn

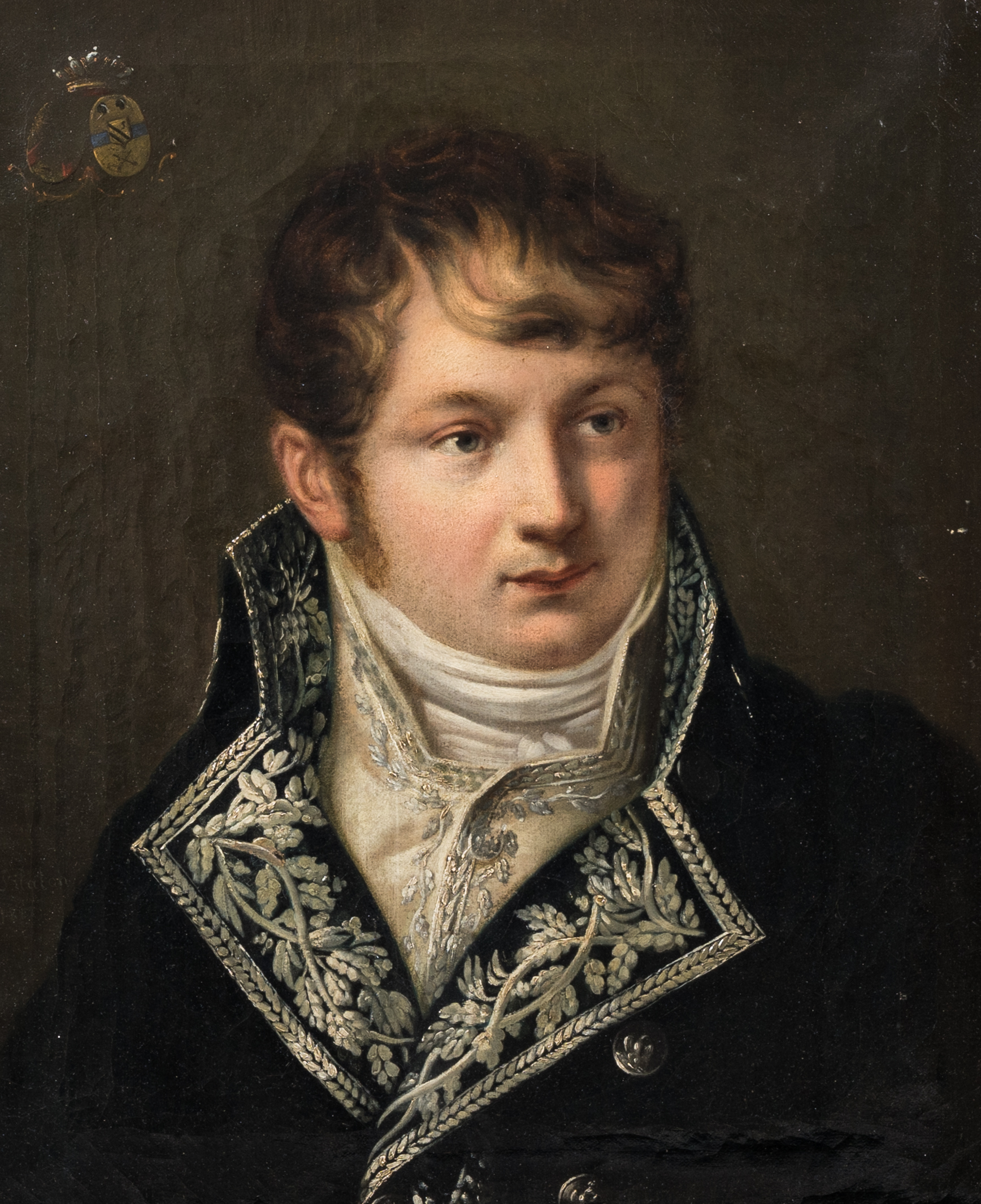
Thomas Blaton, Portret van Joseph van Ertborn, 1812

Joseph Charles Emmanuel van Ertborn (Antwerpen, 22 november 1778 - Den Haag, 1 september 1823) was in de Franse tijd onderprefect van Oudenaarde, secretaris-generaal van het departement van de Twee Nethen, directeur van de onrechtstreekse belastingen in de provincie Luik. Ten tijde van het Verenigd Koninkrijk der Nederlanden was hij raadsheer bij de Algemene Rekenkamer in Den Haag en Algemeen meester van de Rijksmunt in Utrecht.
In 1816, onder het Verenigd Koninkrijk der Nederlanden, werd hij erkend in de erfelijke adel met de titel baron, overdraagbaar bij eerstgeboorte en de titel ridder voor de andere afstammelingen.
Hij trouwde in 1809 met Rosalie Baut de Rasmon (1789-1831). Ze hadden een zoon die op negentienjarige leeftijd overleed.

## Alexandre van Ertborn
Alexandre Charles Jean Louis van Ertborn (Antwerpen, 26 februari 1780 - Parijs, 18 augustus 1834) werd in 1822 in de erfelijke adel erkend met de titel ridder, overdraagbaar op alle afstammelingen. Hij bleef vrijgezel.

## Edouard van Ertborn
Edouard Joseph Emmanuel François van Ertborn (Antwerpen, 17 mei 1781 - Hemiksem, 9 mei 1836) werd in 1825 in de erfelijke adel erkend met de titel ridder overdraagbaar op alle afstammelingen.
Hij trouwde in 1806 met Jeanne Vermoelen (1786-1830), dochter van de Antwerpse burgemeester Philippe Vermoelen.

## Florent van Ertborn

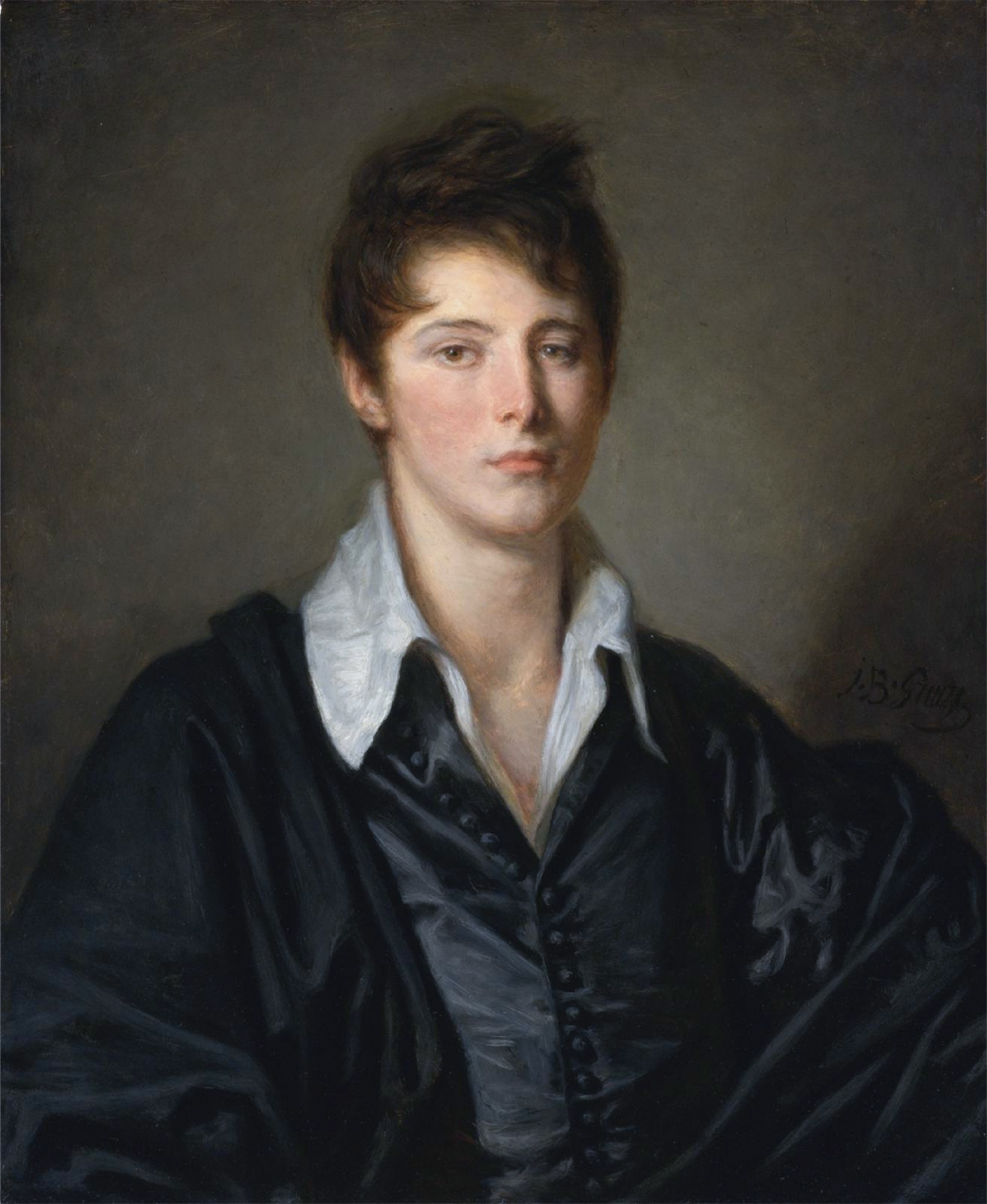
Portret van Florent Joseph van Ertborn

Florent Joseph van Ertborn (Antwerpen, 4 april 1784 - Den Haag, 28 augustus 1840), zoon van Emmanuel (zie hierboven), werd in 1816 erkend in de erfelijke adel met de titel ridder, overdraagbaar op alle mannelijke afstammelingen. Hij trouwde in 1830 met barones Adrienne van Heeckeren (1812-1850). Het echtpaar bleef kinderloos.
Florent van Ertborn werd kamerheer van Willem I der Nederlanden, burgemeester van Antwerpen en gouverneur van de provincie Utrecht. Hij was ook lid van het Koninklijk instituut voor wetenschappen en kunsten. Hij stond bekend als collectioneur en mecenas.
Het geslacht van Ertborn stierf in 1932 uit.